# Värnamo kommun
Värnamo kommun er en kommune i Jönköpings län i Sverige.
Kommunen indgår i den såkaldte GGVV-region, bedre kendt som Gnosjöregionen, som har et større antal småindustrier og virksomheder og en lav arbejdsløshed.

## Historie
Värnamo tilhørte de otte köpinger, der allerede ved kommunalforordningens ikrafttræden den 1. januar 1863 blev en selvstændig kommune.  I 1920 blev köpingen omdannet til købstaden Värnamo.  Der var også en landkommune ved navn Värnamo, som blev slået sammen med købstaden i 1947.
Kommunalreformen i 1952 indebar dannelsen af en række storkommuner i området: Bor (af kommunerne Gällaryd, Tånnö og Voxtorp), Forsheda (af Dannäs, Forsheda, Hånger, Kärda, Tannåker og Torkinge), Klevshult (af Fryele, Hagshult, Tofteryd og 
Åker), Vrigstad (af Hylletofta, Nydala, Svenarum og Vrigstad).  Bredaryd fik en del af Kulltorp (størstedelen gik til Gnosjö kommun).  Landkommunen Rydaholm samt købstadden Värnamo forblev uændrede.
I 1971 blev Forsheda, Klevshult og Vrigstad delt.  Dele af disse samt Bredaryd, Bor og Rydaholm blev slået sammen med købstaden og dannede Värnamo kommun.

## Byområder
Der er ni byområder i Värnamo kommun.
I tabellen vises byområderne i størrelsesorden pr. 31. december 2005.  Hovedbyen er markeret med fed skrift. 
| # | Byområde | Befolkning |
| - | -------- | ---------- |
| 1 | Värnamo  | 18.469     |
| 2 | Rydaholm | 1.554      |
| 3 | Forsheda | 1.486      |
| 4 | Bredaryd | 1.440      |
| 5 | Bor      | 1.333      |
| 6 | Horda    | 364        |
| 7 | Lanna    | 349        |
| 8 | Kärda    | 309        |
| 9 | Hånger   | 305        |

En mindre del af Lanna ligger i Gnosjö kommune.
57°11′00″N 14°02′00″Ø / 57.1833°N 14.0333°Ø